# Мария фон Мекленбург-Гюстров
Мария фон Мекленбург-Гюстров (на немски: Maria von Mecklenburg-Güstrow; * 19 юли 1659, Гюстров; † 16 януари 1701, Щрелиц) е принцеса от Мекленбург-Гюстров и чрез женитба принцеса на Мекленбург-Щрелиц.

## Произход
Дъщеря е на херцог Густав Адолф фон Мекленбург (1633 – 1695) и съпругата му Магдалена Сибила фон Шлезвиг-Холщайн-Готорп (1631 – 1719), дъщеря на Фридрих III фон Шлезвиг-Холщайн-Готорп и съпругата му херцогиня Мария Елизабет Саксонска.

## Фамилия
Мария се омъжва на 23 септември 1684 г. в Гюстров за принц Адолф Фридрих II (1658 – 1708), от 1701 г. херцог на Мекленбург-Щрелиц, син на херцог Адолф Фридрих I (1588 – 1658) и херцогиня Мария Катарина фон Брауншвайг-Даненберг (1616 – 1665). Тя е първата му съпруга. Те имат децата:
- Адолф Фридрих III (1686 – 1752), херцог на Мекленбург-Щрелиц, женен на 16 април 1709 г. за херцогиня Доротея София фон Шлезвиг-Холщайн-Пльон (1692 – 1765)
- Магдалена Амалия (*/† 1689)
- Мария (*/† 1690)
- Елеанора Вилхелмина ((*/† 1691)
- Густава Каролина (1694 – 1748), омъжена на 13 ноември 1714 г. за херцог Кристиан Лудвиг II фон Мекленбург (1683 – 1756), третият син на херцог Фридрих фон Мекленбург